# Compsodecta grisea
Compsodecta grisea är en spindelart som först beskrevs av George William Peckham och Elizabeth Maria Gifford Peckham 1901.  Compsodecta grisea ingår i släktet Compsodecta och familjen hoppspindlar. Inga underarter finns listade i Catalogue of Life.